# 혼합관세
혼합관세(混合關稅)는 한 상품에 대한 수입 관세를 종가율과 종량률의 두 가지로 하는 관세제도를 말한다. 화폐 가치의 변동이나 환시세 변동에 대해서는 종가세 편이 유리하지만 과세표준의 판정이 어렵다는 점과 통관 사무의 번거로움이 뒤따른다. 따라서 양자의 장점을 살리기 위해 일정액까지는 종가율을 채택하고 그 이상은 종량률을 채택한다는 방법으로 부과한다.